# Sporminore
Sporminore är en ort och kommun i provinsen Trento i regionen Trentino-Sydtyrolen i Italien. Kommunen hade 707 invånare (2018).